# John Klohr
John Nicholas Klohr (Cincinnati, 27 juli 1869 – aldaar, 17 februari 1956) was een Amerikaanse componist, arrangeur en trombonist.

## Levensloop
Klohr werd na zijn opleiding via de openbare scholen in Cincinnati muzikant (trombonist) in een vaudeville compagnie. Verder was hij verbonden met verschillende muziekgezelschappen in Cincinnati, bijvoorbeeld was hij ook trombonist in de Syrian Temple Shrine Band, die toen gedirigeerd werd door Henry Fillmore. In dit harmonieorkest was hij lid voor meer dan 50 jaar. Eveneens was hij lid van Knights of Pythias en Fraternal Order of Eagles. Van 1921 tot 1926 behoorde hij als trombonist bij het concertharmonieorkest van Henry Fillmore, met wie hij door de hele Verenigde Staten op concertreis ging.
Hij werkte verder als verantwoordelijke voor blaasmuziek bij de muziekuitgeverij John Church Publishing Company in Cincinnati. Later werd deze uitgeverij gekocht door de muziekuitgeverij Theodore Presser in New York.
Klohr was eveneens als componist bezig en schreef vooral werken voor harmonieorkest en kamermuziek. Hij was lid van de American Society of Composers, Authors and Publishers (ASCAP).

## Composities

### Werken voor harmonieorkest
- 1895: - Y. M. I. March
- 1899: - Ma Mobile Babe Cakewalk
- 1900: - Dusky Princess Characteristic
- 1901: - The Billboard March[2]
- 1902: - Cincinnati Post March
- 1903: - What a Friend We Have in Jesus
- 1904: - Old Kentucky Home Medley
- 1904: - Queen of the Surf March
- 1904: - The President's Choice
- 1905: - National Melodies nr. 3
- 1905: - Our Patriots March
- 1907: - Swastika March - Good Luck
- 1909: - Shoulder to Shoulder March, voor kornet en harmonieorkest
- 1910: - Federation March - to the American Federation of Musicians
- 1910: - Medley of Gospel Hymns
  1. Coronation
  2. I love to tell the story
  3. Joy to the World
  4. Come to the saviour
  5. Let the lower light be burning
  6. What a friend we have in Jesus
  7. Dennis Ring the Bells of Heaven
- 1912: - Jasmo One Step
- 1912: - The Slogan March
- 1914: - A Warrior Bold March - To the Heroes of Uncle Sam
- 1916: - Echoes from the South Medley - Selection of Plantation Songs
  1. Old folks at home
  2. Ole zip coon (Turkey in the straw)
  3. Massa's in the cold, cold ground
  4. Oh Susanna
  5. Old black Joe
- 1916: - Fellowship March
- 1918: - Tullulah Waltzes
- 1920: - Men of Valor March
- 1925: - Heads Up March
- 1927: - The Spotlight March
- 1929: - The Soaring Eagle March
- 1935: - Arch of Steel March
- 1938: - Blanchester March[3]
- 1938: - Blazing the Trail March[3]
- 1938: - Breezing Along March[3]
- 1938: - Classroom & Campus March[3]
- 1938: - Flagship March[3]
- 1938: - Headliner March[3]
- 1938: - High Tide March[3]
- 1938: - Marching Feet March[3]
- 1938: - Mass Formation March[3]
- 1938: - Peace & Progress March
- 1938: - Pennant Bearer March[3]
- 1938: - Pocatello March[3]
- 1938: - Side by Side March[3]
- 1938: - Strongheart March[3]
- 1938: - Vera Cruz March[3]
- 1938: - Vigilance March
- 1938: - Vox Pop March[3]
- 1938: - Youth on Parade[3]
- 1941: - Torch of Liberty March nr. 3
- - Corsonian Polka, voor kornet en harmonieorkest
- - Onward Christian Soldiers Medley
- - The Specialist March